# Haiti i olympiska spelen
Haiti deltog första gången vid olympiska sommarspelen 1900 i Paris, men återkom sedan inte förrän vid spelen 1924 i Paris och de deltog inte heller mellan 1936 och 1956. Efter det har de varit med vid de flesta olympiska sommarspelen. De deltog i sitt första olympiska vinterspelen vid spelen 2022 i Peking
Haiti har totalt vunnit två medaljer, i skytte och friidrott.

## Medaljer
| Guld | Silver | Brons | Totalt antal medaljer |
| ---- | ------ | ----- | --------------------- |
| 0    | 1      | 1     | 2                     |

### Medaljer efter sommarspel
| Spel                | Guld        | Silver      | Brons       | Totalt      |
| Paris 1900          | 0           | 0           | 0           | 0           |
| 1904-1920           | Deltog inte | Deltog inte | Deltog inte | Deltog inte |
| Paris 1924          | 0           | 0           | 1           | 1           |
| Amsterdam 1928      | 0           | 1           | 0           | 1           |
| Los Angeles 1932    | 0           | 0           | 0           | 0           |
| 1936-1956           | Deltog inte | Deltog inte | Deltog inte | Deltog inte |
| Rom 1960            | 0           | 0           | 0           | 0           |
| Tokyo 1964          | Deltog inte | Deltog inte | Deltog inte | Deltog inte |
| Mexico City 1968    | Deltog inte | Deltog inte | Deltog inte | Deltog inte |
| München 1972        | 0           | 0           | 0           | 0           |
| Montréal 1976       | 0           | 0           | 0           | 0           |
| Moskva 1980         | Deltog inte | Deltog inte | Deltog inte | Deltog inte |
| Los Angeles 1984    | 0           | 0           | 0           | 0           |
| Seoul 1988          | 0           | 0           | 0           | 0           |
| Barcelona 1992      | 0           | 0           | 0           | 0           |
| Atlanta 1996        | 0           | 0           | 0           | 0           |
| Sydney 2000         | 0           | 0           | 0           | 0           |
| Aten 2004           | 0           | 0           | 0           | 0           |
| Peking 2008         | 0           | 0           | 0           | 0           |
| London 2012         | 0           | 0           | 0           | 0           |
| Rio de Janeiro 2016 | 0           | 0           | 0           | 0           |
| Tokyo 2020          | 0           | 0           | 0           | 0           |
| Paris 2024          | 0           | 0           | 0           | 0           |
| Totalt              | 0           | 1           | 1           | 2           |

### Medaljer efter sporter
| Sport     | Guld | Silver | Brons | Totalt |
| Friidrott | 0    | 1      | 0     | 1      |
| Skytte    | 0    | 0      | 1     | 1      |
| Totalt    | 0    | 1      | 1     | 2      |